# 夜魔俠 (電視劇)
《漫威夜魔侠》（英語：Marvel's Daredevil）或簡稱《夜魔俠》（Daredevil），是一部美国网路电视连续剧，由Netflix制作，德鲁·戈达德研发，根据漫威漫画同名角色夜魔侠改编。此剧设定在漫威电影宇宙中，并与系列电影共享联动性。此剧为同系列电视剧的首部，并引出一部融合迷你剧《捍衛者聯盟》，且由漫威电视、ABC工作室、迪奈特製作公司和戈达德纺织共同制作，斯蒂文·S·迪奈特担任第一季运作人，戈达德担任顾问。道格·派翠和马可·拉米雷斯（Marco Ramirez）将接任第二季运作人。
查理·考克斯主演《夜魔侠》，并饰演「夜魔侠」麥特·梅鐸，一位夜间打击犯罪的律师。此剧将记录这一角色早期打击犯罪的服装，以及由文森特·诺费奥诠释的犯罪头目威爾森·費斯克的崛起。黛博拉·安·霍尔、艾尔登·亨森、罗莎里奥·道森、阿耶莱特·祖里尔、鲍勃·冈顿、托比·伦纳德·摩尔（Toby Leonard Moore）和沃迪·科蒂斯·霍尔同样出演此剧。漫威收回夜魔侠电影拍摄权1年后，2013年底，《夜魔侠》进入开发阶段，起初戈达德于2013年12月受聘。2014年5月，迪奈特代替他担任运作人，同月考克斯被聘请主演此剧。同年7月，此剧在纽约市开始拍摄，并于12月结束制作。
第一季全集于2015年4月10日首播。此剧在播出后赢得了广泛好评，与其他漫威电影宇宙中作品的質素相比，此剧的动态片头、演员的演技以及黑暗基调受到了评论家的赞扬。2015年4月21日，漫威和Netflix宣佈推出《夜魔侠》第二季，2016年3月18日播出。
2018年11月29日，Netflix宣布在第三季後取消本劇，不再續訂第四季。2021年12月，查理·考克斯主演的「夜魔俠」首次於《蜘蛛人：無家日》加入漫威電影宇宙大銀幕，文森特·诺费奥也在Disney+影集《鷹眼》回歸飾演「金霸王」。2025年Disney+推出本劇的續作兼重啟劇《夜魔俠：重生》，各主要角色接回歸參與本劇。

## 劇情
| 季數 | 集数 | 集数 | 上線日期       | 上線日期       |
| ---- | ---- | ---- | -------------- | -------------- |
| 1    | 13   | 13   | 2015年4月10日  | 2015年4月10日  |
| 2    | 13   | 13   | 2016年3月18日  | 2016年3月18日  |
| 3    | 13   | 13   | 2018年10月19日 | 2018年10月19日 |

### 第一季（2015年）
在紐約罪惡盛行的地獄廚房區域裏，生活著一個雙目失明的律師麥特·默多克，他白天時站在法院裏辯護著一個又一個大案子，夜晚時卻是在外面戴著面具去打擊犯罪。麥特在每次路見不平、拔刀相助的時候，都會認識一些重要的盟友，但之後卻發現區域裏所有的犯罪案件都牽扯甚廣，全部聯通至一個隱藏在幕後的大老闆。此人早已掌控了整個區域的司法系統，如跟他鬥就會如同小蝦米對抗大鯨魚，但麥特還是決定對他下手，除了白天幫助被他牽連的受害者辯護時，夜晚還是會在他掌控整座城市之前，盡全力去阻止他。

### 第二季（2016年）
菲斯克的殘暴統治時期劃下句點後，地獄廚房表面上恢復了往日的安寧，但邪惡之根卻並未全部去除，一些犯罪餘黨仍然躲在城市陰暗角落中，準備一舉奪下菲斯克留下的勢力。然而，螳螂捕蟬、黃雀在後，一個全副武裝的神秘俠客「制裁者」，開始靠一己之力清掃惡勢力，但由於暴力手段而引起麥特的注意。當麥特設法和他接觸時，開始慢慢發現他其實受過某種創傷而淪為如此。另一方面，麥特的一位“舊情人”突然迴歸，並說服他一同對抗一個來自日本的神秘組織。麥特一邊要應對制裁者的暴力執法，也要盡全力對付潛在的威脅。

### 第三季（2018年）
經過轟動全紐約的中城圈戰役後，本應在戰役中陣亡的麥特奇跡生還，躲回他成長的教堂中養傷、復健，然而卻因身體負傷而失去以往的強大感官；對於一名只能以感官行動的英雄來說，意味著英雄生涯的結束。與此同時，舊惡勢力捲土重來，留獄的菲斯克經過長時間的策劃與佈局，靠策略離開監獄進行軟禁，暗地裡進行一個又一個復仇。感到大事不妙的麥特換回律師服，慢慢跟原來的夥伴解釋經過、求得諒解後再次攜手共戰。然而菲斯克早已佈下天羅地網，動用在聯邦調查局中建立的“關係網”，搶先一步毀掉麥特一行人的名聲。隨著危機接踵而來，迫使眾人只能採取“非常手段”。

## 角色

### 主要角色
- 查理·考克斯 飾 「夜魔俠」麥特·默多克（Matt Murdock / Daredevil）[4][5][6]

生活在地獄廚房的一位盲人律师，小時候因事故被化學廢料弄瞎雙眼、卻因此增強了其他的感官而能夠來去自由，後來長大後決定戴上面具成為打擊犯罪、除暴安良的俠客。
- 黛博拉·安·霍爾 飾 凱倫·佩吉（Karen Page） [7]

一位遭受社會傷害的年輕女子，為了尋求正义而進入麥特和佛吉的生活，並成為他們律師事務所的秘書。
- 艾爾登·亨森（英语：Elden Henson） 飾 佛吉·尼爾森（Foggy Nelson）[8]

麥特的摯友，也是律师合夥人，雖然充滿正義感，但他比較相信司法體系，並不接受“治安維持者”的舉動。
- 羅莎里奥·道森 飾 克萊兒·坦普爾（英语：Claire Temple (Marvel Cinematic Universe)）（Claire Temple）[9][10]

一位午夜護士，一開始無意間找到因為救人而受傷的麥特後和他相識，慢慢就成為了他的重要盟友。
- 沃迪·科蒂斯-霍爾（英语：Vondie Curtis-Hall） 飾 班·尤瑞克（Ben Urich）[9][11]

《纽约公报》的调查记者，年輕時通過文筆就擊垮不少犯罪分子，而如今有家室後只能跟隨惡勢力的規矩，直到凱倫的出現才決定複出。
- 文森特·諾費奥 飾 「金霸王」威爾森·菲斯克（Wilson Fisk / Kingpin）[5][12][13]

一位有權、有錢、有勢的商人，掌握著整個地獄廚房的司法，童年時被父親長期暴力虐待，長大後打算通過自己的方法改變現狀，也因此和麥特結下梁子成為敵人。
- 托比·倫納德·摩爾 飾 詹姆士·衛斯理（英语：Wesley (Marvel Comics)）（James Wesley）[9][11]

菲斯克的摯友兼機要秘書，也是他不可缺少的左右手，無論做什麼事情都是一副自信滿滿的樣子。
- 艾耶莱特·祖爾（英语：Ayelet Zurer） 飾 凡妮莎·瑪麗安娜-菲斯克（英语：Vanessa Fisk）（Vanessa Marianna-Fisk）[9][11]

畫廊經營者，精通各個藝術的含義，菲斯克無意間認識的情人。
- 鮑勃·岡頓 飾 利蘭·奥瑟（英语：Owl (Marvel Comics)）（Leland Owlsley）[9][10][11]

一位專門幫恐怖分子洗錢的財務師，菲斯克的合作夥伴，也是菲斯克改善地獄厨房計劃的關鍵人物。
- 喬恩·柏恩瑟 飾 「制裁者」法蘭克·卡索（Frank Castle / Punisher）

一位替天行道的神秘俠客，受過軍事訓練，善用槍械武器，靠一己之力來清掃所有犯罪分子。但和麥特不同的是，他的方式較為暴力、兇殘，所做的一切只是為了替家人報仇雪恨。（第二季加盟為主演）
- 艾洛蒂·袁 飾 艾麗崔·納崔斯（Elektra Natchios）

一位神秘又危險的女人，麥特大學時代的舊情人，有著忍者般的身手。（第二季加盟為主演）
- 史蒂芬·萊德（英语：Stephen Rider） 飾 布萊克·陶爾（Blake Tower）

紐約地區檢察官，一度和麥特等人建立起合作關係，幫助他們查找制裁者的資料。（第二季加盟為主演）
- 瓊妮·威利 飾 瑪姬·葛雷斯（英语：Maggie Murdock）（Maggie Grace）

負責照顧受傷的麥特的修女，實為麥特的母親。（第三季加盟為主演）
- 傑·阿里（英语：Jay Ali） 飾 拉胡爾·「雷」·納汀（Rahul "Ray" Nadeem）

一位有野心的聯邦調查局探員，家人長期被經濟困擾，使他不惜一切想升官和加薪，負責審問獄中的菲斯克。（第三季加盟為主演）
- 威爾遜·貝索爾 飾 班傑明·「德克斯」·波因德斯特（Benjamin "Dex" Poindexter）

一位精神不穩定的聯邦調查局探員，精通槍法和武術，在射擊和投擲方面都是百發百中，任何東西都能被他拿來當武器使用。（第三季加盟為主演）

### 常設角色
- 羅伊斯·約翰森（英语：Royce Johnson） 飾 布倫特·馬霍尼（Brett Mahoney）

紐約警察警長，在地獄廚房中執勤，少數的正義警察，是麥特和佛吉的重要盟友，每次都會為他們提供客戶與消息。
- 彼得·麥羅比（英语：Peter McRobbie） 飾 保羅·藍頓神父（Fr. Paul Lantom）

天主教神父，年輕時見過各種世面，專門為麥特進行各種指導與關懷。
- 傑佛瑞·坎頓（英语：Geoffrey Cantor） 飾 米契·埃利森（Mitchell Ellison）

《紐約公報》主編，班的上司，由於害怕權威、只顧利益而一直拒絕刊登班的文章，直到他去世後才感到懊悔。
- 艾米·魯伯格（Amy Rutberg） 飾 瑪茜·斯塔爾（Marci Stahl）

佛吉的律師前女友，在麥特與佛吉曾經工作過的律師事務所工作，也幫過他們調查菲斯克的案子。
- 史考特·葛倫 飾 棍叟（Stick）[14]

一位神秘的武术家，麥特的师父，現年90多岁，天生雙目失明，卻有著無人能敵的身手。
- 彼得·新小田（英语：Peter Shinkoda） 飾 吉岡信（Nobu Yoshioka）[15]

來自日本的神秘商人，菲斯克的一個合作夥伴，但因為擁有自己的議程而時常和菲斯克鬥嘴。同時也是一名善用鐵鏈利器的忍者，領導著號稱「手合會」的忍者部隊。
- 約翰·派翠克·海登（英语：John Patrick Hayden） 飾 傑克·默多克（Jack Murdock）[16]

麥特的父亲，职业拳击手，在麥特小時候就被黑幫殺害。
- 何炜晴 飾 高夫人（Madam. Gao）[15]

一位來自中國的女商人，香港黑幫的大姐頭，從事販賣毒品，精通世界上所有的語言，是謎一般的大人物。
- 尼古拉·尼库拉夫（英语：Nikolai Nikolaeff） 飾 弗拉基米尔·蘭科霍夫（Vladimir Ranskahov）[15]

俄羅斯黑幫份子，试图與弟弟一同在美国成名，於是選擇和菲斯克合作。
- 麥特·傑拉德（英语：Matt Gerald） 飾 馬文·波特（Melvin Potter）[15]

一位處於困難時期的機械師，一開始在不得已下和菲斯克合作，但在麥特的幫助下獲得自由，於是為他設計了戰服。
- 羅伯·摩根 飾 特克·巴雷特（Turk Barrett）

一位游走在黑白兩道之間的罪犯，在各地都有眼線，一開始為俄羅斯黑幫賣命，後來決定投靠到菲斯克一方。
- 蜜雪兒·哈德（英语：Michelle Hurd） 飾 薩曼莎·雷耶斯（Samantha Reyes）

一位紐約地區女檢察官，塔沃的上司，負責辦理法蘭克·卡索的訴訟。為人惡劣又自以為是，是麥特等人在法庭上的競爭對手。（第二季加入）
- 麥凱勒布·博尼特 飾 埃利葉·格羅特（Elliot "Grotto" Grote）

一位替黑道辦事的街頭混混，是法蘭克屠殺愛爾蘭黑幫時侯的唯一倖存者，最後跑去找麥特等人尋求幫助。（第二季加入）
- 克蘭西·布朗 飾 雷·舒諾沃（Ray Shoonover）

一位海軍陸戰隊上將，是法蘭克戰時的指揮官，暗地裏是一名人稱「鐵匠」的大毒梟，也是害卡索一家人喪生的罪魁禍首。（第二季加入）

## 制作

### 开发
2012年10月10日，漫威影業从二十世纪福克斯手中收回了夜魔侠的电影拍摄权，影业主席凯文·菲戈于2013年4月26日确认了此事，此事标志着夜魔侠一角将允许出现于漫威电影宇宙中。2013年10月，Deadline网站报道称，漫威已在着手准备四部电视剧以及一部迷你剧，总共60集，从而引进隨選視訊服务与有限节目提供商，而Netflix、亚马逊与WGN America均有兴趣担任后者。数周后，漫威与迪斯尼共同宣布，它们将为Netflix提供围绕着夜魔侠、杰西卡·琼斯、铁拳侠以及卢克·凯奇的真人电视剧改编权，进而引出一部基于捍卫者联盟改编的迷你电视剧。
德鲁·戈达德被聘为《夜魔侠》的执行制片人与运作人，并自编自导首集。2014年5月，为了专心执导索尼影视娱乐的邪恶六人组影片，戈达德卸任运作人一职，并由斯蒂文·S·迪奈特继任。撰写了前两集剧本的戈达德依然担任顾问与执行制片人。据透露，此剧将被命名为《夜魔侠》（Marvel's Daredevil）。此剧将由13集组成，每集都长达一小时。
当被问及第一季后是否有续集计划是，迪奈特坦言，“说实话，我也不知道。目前我就知道这些。制作（下一季）甚至会复杂，这是事实，《夜魔侠》将会是更大的计划（之一）——《杰西卡·琼斯》、《铁拳侠》、《卢克·凯奇》以及接下来的《捍卫者联盟》的一部分。它们怎样融合到一起以及它们将会有第二季——或是融合进其他（电视剧）中——都还是个问题，目前没有人知道答案……我敢说，我们已经讨论了太多有关于第二季的东西，天啊，我不能再暗示了！从事这些事会很棒！”2014年10月，迪奈特说道，《夜魔侠》在首季后“可能会有更多”季。2015年1月，Netflix的首席运营官泰德·萨兰多斯（Ted Sarandos）称，他确信此剧“有资格”拍更多季，Netflix中的团队将会将会观察（它们）会如何不仅满足漫威的粉丝，同样满足更多的粉丝，从而决定是否拍更多季。

### 创作
2014年9月，迪奈特在谈及此剧是否能自由使用漫画角色时，他称，“Netflix已经很完美了。他们非常支持创新。我会有多少（使用角色）的自由呢？这个剧本有些不同，因为它现在属于漫威。一旦你拥有了这样的知识产权，那么你就不得的受到约束。我对此很满意，我完全理解。我将尽力去推动（它的实施），当然，但我同样尊重这个角色已经有几十年历史的事实。总的来说，我一直惊讶于每个人都愿意以新的眼光去看待它并推动我们所正做的。”
8月，当谈及此剧与2003年影片的区别是，萨兰多斯表示：“不必担心此剧会如电影一样走向黑暗面。这群独特英雄令我们所喜爱的一点在于：他们更脚踏实地。他们明智的着装以及在大街上（打击犯罪），而并非在云层中更会是真实的犯罪故事。”迪奈特于2014年12月对此又详细说明：“（我们将要做的）会比漫威之前已经做的更加真实、更加鲜明，但我们并不指望它去推动（此剧的）极端暴力成分、无故的裸露或是任何我们想要的。这个故事并不需要那些，我认为，你把它推动太远的话，（它）反而会变得更糟。”
同月，漫威电影主管兼执行制片人杰夫·洛布称：“没有人会翱翔于天空；没有魔力的锤子。一开始，我们将其看待为近似犯罪剧，后来却将其看待为超级英雄剧。”。迪奈特对此又详细解释：“我们真的想要摆脱像《法国贩毒网》、《炎热的下午》与《出租车司机》等影片（关于如何创作此剧）的提示，我们想要他十分十分接地气、十分逼真、十分真实。我们总会说，我们宁可更倾向于《火线》，也不愿将其的看待为一部古典的超级英雄电视剧。”

### 选角
2014年5月末，查理·考克斯获选出演夜魔侠。6月10日，文森特·诺费奥入选饰演此剧的威爾森·費斯克一角，6月20日，罗莎里奥·道森获选加盟此剧。数天后，艾尔登·亨森获邀诠释佛吉·尼爾森，7月17日，黛博拉·安·霍尔入选饰演凯伦·佩吉。10月11日，据透露，道森的角色为克莱尔·坦普，一个类似于夜间护士的角色，阿耶莱特·祖里尔、鲍勃·冈顿、托比·伦纳德·摩尔和沃迪·科蒂斯·霍尔同样加盟此剧，并分别饰演凡妮莎·費斯克、利兰·奥瑟、衛斯理和班·尤瑞克。另外，史考特·葛倫和彼得·新小田分别饰演贯穿整剧的棍叟与八公。在选角过程中，迪奈特透露：“你不得不希望你能找到正确的方式，幸运的是，我们的演员都来了，我再高兴不过了。没有人会这样成功地匹配你头脑中所想要的（角色）。对于我来说，更重要的并非是他们是否能够成功诠释这个角色，而是他们是否能感受到这个角色。”

### 服装

考克斯穿着的两种不同服装：一开始是他的黑色“义务警员服”，第二个是他的红色“经典套装”。

梅鐸最初在此剧中出演夜魔侠时穿着一件黑色服装（制作期间又称为“义务警员服”[])，这件服装的灵感来源于弗兰克·米勒的《无恐惧之人》（The Man Without Fear）中夜魔侠的着装，而并非更传统的红色角状服装。选择这件服装的目的是为了突出麥特·梅鐸形成夜魔侠的过程（以及威爾森·費斯克形成金并的过程），而服装也随着时间的推移及角色的发展而随之演变。在设计过程中，迪奈特透露：“实际上，我们尝试了一切能使设计更加巧妙的东西。我们实验了许多不同的头饰，其中一个版本是缝上眼睛的滑雪面具。我们几乎尝试了所有的东西，直到发现那些正好合适的（才停止）。”迪奈特又称：“最终（梅鐸的制服）还是变成了经典套装，因为没有它的话梅鐸就不算是夜魔侠了。不过达到那种程度很有趣……解决方案同样十分振奋人心且造就了关于（夜魔侠）的完整的感觉。”漫威漫画首席创意官乔·奎萨达补充说：“我们必须要找出一个关于梅鐸的道理（为何不立即拥有红色服装）。这种平衡很脆弱，因为我们正讲述的故事是真实的世界。麥特穿着一身自制的衣服出发了，那样会使他（行动）缓慢。他也会被当成废物而被迫被赶出大街，他只能一点一点地添加衬料。”服装设计师斯蒂芬妮·马兰斯基（Stephanie Maslansky）表示：“我们想要一些看起来不但好战与实用，而且引人注目与性感的服装” 加上那个会很“棘手”使它切实有效。

### 拍摄
2014年2月，漫威宣布《夜魔侠》将在纽约市进行拍摄。2014年4月，乔·奎萨达重申了此事，并称，此剧将会在布鲁克林与长岛市地区进行拍摄，而这些地方依然与旧时的地狱厨房相似，其余的舞台音响工作会在摄影棚内进行。洛布表示：“《夜魔侠》将于2014年7月开展拍摄工作。”同月，迪奈特证实了此事，谈及对此剧的感受时，他表示：“为了此剧，我们正探寻一个活生生的、70年代的纽约感。我们喜爱美的想法、这座城市的衰败以及地狱厨房正成为一个既美妙又真实的地方。这便是为何麥特·梅鐸要保护它。”2014年10月，此剧开始在布鲁克林区的威廉斯堡和绿点进行拍摄。此剧制作于2014年12月结束。

### 音乐
2014年10月，据透露，约翰·派桑诺正为此剧作曲。

### 关联漫威电影宇宙
《夜魔侠》将会是Netflix系列的第一部电视剧，接下来是《杰西卡·琼斯》、《铁拳侠》（Marvel's Iron Fist）与《盧克·凱奇》（Marvel's Luke Cage），最后引出一部迷你剧《捍卫者联盟》（Marvel's The Defenders）。2013年10月，迪士尼CEO罗伯特·艾格称，如果能证明这些角色在Netflix上能变得流行，“那么他们很可能被拍成电影。”2014年8月，诺费奥称，在“一系列的电视剧”之后，漫威有“一个更大的计划”。洛布于2014年12月对此又详细解释，“在漫威（电影）宇宙中，有数以千计的各种各样的英雄，但复仇者在这，他们正在拯救全世界，夜魔侠也在这，他正在拯救你的邻里……那不可能会发生在漫威电影宇宙中。一切都是相关联的。但那并不一定意味着我们将仰望天空，看钢铁人在天上飞。（《夜魔侠》）只是纽约的不同部分，而我们在漫威的电影中还没有看到这些。”
2015年2月，漫威电视的艾玛·弗莱舍（Emma Fleisher）称，《夜魔侠》发生在《复仇者联盟》中纽约之战之后。“我们依然是漫威（电影）宇宙的一部分，但我们显然不在《神盾局特工》的世界中。我们在自己的角落。因此外星人会降临并摧毁了这座城市，而我们的故事就是有关于地狱厨房的重建。”2015年3月，谈及有关此剧与漫威电影和美国广播公司系列的联系时，洛布表示：“现在我们的电视剧以同样的方式独立开始了，等到我们到达了《复仇者联盟》（的时候），就像美国队长在《雷神索爾2：黑暗世界》中客串或是布鲁斯·班纳在《钢铁人3》结尾中出现一样，是很可行的。我们不得不做到那一点。可在你根据它要何去何从而开始（创作）之前，观众需要去理解这些角色都是谁以及这个世界是什么样的。”
2020年，Netflix系列全數取消續訂，版權陸續回歸迪士尼。2021年12月，「夜魔俠」首次於《蜘蛛人：無家日》於MCU正式登場，同時「金霸王」亦於Disney+影集《鷹眼》回歸登場，均由原班人馬主演。2025年Disney+推出本劇的續作兼重啟劇《夜魔俠：重生》，各主要角色接回歸參與本劇。

## 发行

### 播出
《夜魔侠》将于2015年4月10日在所有可用地区使用Netflix流媒体播出。为了鼓励已在其他Netflix系列上所成功使用的“疯狂观看”形式，本剧13集将一次性播出，而并非按顺序播出。2015年2月，据透露，该系列将在超高清4K上可用。

### 营销
2014年10月，此剧的片段在纽约动漫展上进行了展出。2015年1月，为了与已泄露的第一季流媒体发布日期相一致，一张此剧的动态海报发布。一月后的2月4日，此剧的预告片发布。《福布斯》的梅里尔·巴尔（Merrill Barr）指出，预告片的黑暗色调更与DC漫画的《绿箭侠》相似，而并非漫威的美国广播公司系列，但他却怀疑预告片的首次亮相日期应在第四十九届超级碗之后，并称：“有些事我这里必须知道，（漫威影业）明明在超级碗播放之前可以更加吸引观众，可他们却决定直到现在才发布这部预告片。既然这部预告片并非随着《特工卡特》其中一集的播放而首次亮相，那么没有理由去延迟（发布）……特别是在（漫威影业）暂未计划去发布新的《复仇者联盟2》或是《蚁人》预告片的时候，很显然漫威影业可能已经下放（原文如此）数美元去将最新与最危险的福音传达给群众。”2015年3月，漫威又发行了一张动态海报，在这张海报上有所有主要角色，背景中则出现了复仇者大厦以及梅鐸的红色制服。
考虑到电视剧激动人心的格调，迪士尼消费品部创建了能迎合更多成年观众的系列小产品线。漫威许可的迪士尼消费品部高级副总裁保罗·吉特称：“我们将减少对低龄消费者目标的关注度，”并会使用商店或网点的商品来吸引更多青少年或是成年人，就像热点话题公司所做的一样。此外，此剧将得到漫威骑士商品计划——为产品线与能关注新良机的收藏家开辟新机遇的支持。尽管《夜魔侠》并非一部电影，但考虑到漫威之前的成功，那些副产品授权伙伴依然想和漫威进行合作；“当我们去和伙伴（一同合作）时，他们非常依赖于能够反映（漫威）未来的历史。”吉特说。

## 評價
《夜魔俠》獲得了不錯的評價。於爛番茄的評論中，第1季獲得了98%的新鮮度、8.12/10分（52位評論家），評論家共識：「對原作嚴格堅持的歷史、高品質的製作以及毫不馬虎的戲劇嗅覺，《夜魔俠》有著有力的超級英雄起源故事、堅強的程序化以及刺激的動作冒險之優點。」第2季獲得了74%的新鮮度、7.0/10分（35位評論家），評論家共識：「即便其新的敵手無法補足威爾森·菲斯克的空缺，但某些令人深刻的行動，仍讓《夜魔俠》第2季有著立足之地。」
於Metacritic的評論中，第1季獲得75分（滿分100分；22位評論家），屬普遍的好評。第2季獲得了68分（滿分100分；13位評論家），同屬普遍的好評。
評論家前十大電視節目排名
| 2015 |
| --- |
| - No. 3 商業內幕 - No. 7 數碼間諜 - No. 6 電影學校評論 - No. 6 IGN - No. 1 人物雜誌 - No. 6 電視指南 - – 浮華世界 |

| 2016                          |
| ----------------------------- |
| - No. 4 Hidden Remote - – IGN |

## 獎項
| 年度 | 大獎                 | 獎項                                 | 入圍者                               | 結果 |
| ---- | -------------------- | ------------------------------------ | ------------------------------------ | ---- |
| 2015 | 海倫·凱勒成就獎      | 受獎                                 | 查理·考克斯                          | 獲獎 |
| 2015 | 在線電影與電視協會獎 | 最佳新片頭設計獎                     | 最佳新片頭設計獎                     | 獲獎 |
| 2015 | 黃金預告片獎         | 最佳電視系列或迷你劇集預告／片花獎   | 最佳電視系列或迷你劇集預告／片花獎   | 提名 |
| 2015 | 創意藝術艾美獎       | 最佳主標題設計獎                     | 最佳主標題設計獎                     | 提名 |
| 2015 | 創意藝術艾美獎       | 最佳特殊視覺效果配角獎               | 集數：惡魔來襲                       | 提名 |
| 2015 | 創意藝術艾美獎       | 電視影集最佳音效剪輯獎               | 集數：惡魔來襲                       | 提名 |
| 2015 | EWwy Awards          | 劇情類影集最佳男配角獎               | 文森特·諾費奧                        | 提名 |
| 2015 | 美國演員工會獎       | 最佳電視影集特技團隊獎               | 最佳電視影集特技團隊獎               | 提名 |
| 2016 | 金捲軸獎             | 最佳音效剪輯獎－電視短片：配音／代配 | 最佳音效剪輯獎－電視短片：配音／代配 | 提名 |
| 2016 | 視覺效果協會獎       | 最佳真人集數輔助視覺效果獎           | 集數：惡魔來襲                       | 提名 |
| 2016 | Cine Awards          | 最佳新影集獎                         | 最佳新影集獎                         | 提名 |
| 2016 | Cine Awards          | 最佳劇情類影集男配角獎               | 文森特·諾費奧                        | 提名 |
| 2016 | Cine Awards          | 最佳劇情類影集客串演出獎             | 史考特·葛倫                          | 獲獎 |
| 2016 | 土星獎               | 最佳新媒體電視影集獎                 | 最佳新媒體電視影集獎                 | 獲獎 |
| 2016 | 土星獎               | 電視影集最佳男演員獎                 | 查理·考克斯                          | 提名 |
| 2016 | 土星獎               | 電視影集最佳男配角獎                 | 文森特·諾費奧                        | 提名 |
| 2016 | 土星獎               | 電視影集最佳客串明星獎               | 史考特·葛倫                          | 提名 |
| 2016 | 在線電影與電視協會獎 | 影集類最佳音效獎                     | 影集類最佳音效獎                     | 提名 |
| 2017 | IGN獎                | 最佳電視影集獎                       | 最佳電視影集獎                       | 提名 |
| 2017 | IGN獎                | 最佳動作影集獎                       | 最佳動作影集獎                       | 提名 |
| 2017 | IGN獎                | 最佳串流媒體獨家獎                   | 最佳串流媒體獨家獎                   | 提名 |
| 2017 | IGN人民選擇獎        | 最佳電視影集獎                       | 最佳電視影集獎                       | 提名 |
| 2017 | IGN人民選擇獎        | 最佳動作影集獎                       | 最佳動作影集獎                       | 獲獎 |
| 2017 | IGN人民選擇獎        | 最佳串流媒體獨家獎                   | 最佳串流媒體獨家獎                   | 提名 |
| 2017 | 美國演員工會獎       | 最佳電視影集特技團隊獎               | 最佳電視影集特技團隊獎               | 提名 |
| 2017 | 土星獎               | 最佳新媒體電視影集獎                 | 最佳新媒體電視影集獎                 | 提名 |
| 2017 | 土星獎               | 電視影集最佳男演員獎                 | 查理·考克斯                          | 提名 |